# Лестница в доме с лифтом
Лестница в доме с лифтом (кирг. Лифти бар  үйдөгү тепкичтер) — советский короткометражный художественный фильм, снятый режиссером Аманом Камчибековым на студии Киргизфильм в 1984 году.

## Сюжет
Центром фильма стала лестница многоэтажного дома, по которой поднимаются две пожилые женщины, приехавшие из далекого горного аила (аула) к сыну одной из них. Подниматься лифтом они побоялись.  А им нужно добраться до девятого этажа.
Каждую ступень лестницы они преодолевают с трудом. Они время от времени делают короткие остановки чтоб отдышаться и передохнуть. Сидя на ступенях уставшие старушки ведут непринужденный диалог, в ходе которого затрагиваются "больные" темы прошлого и межличностных отношений. Параллельно они наблюдают за жильцами передвигающихся лифтом и идущих по лестнице. Они удивленно смотрят на старика с собачкой, занимающегося каратиста, полного мужчину поднимающегося по лестнице пешком ради похудения. От физической нагрузки полному мужчине становится плохо и он падает. Старушки решают вызвать скорую. Одна из старушек,  преодолев страх садится в лифт, где у нее начинается паника... В конечном итоге она сталкивается с сыном, который ждал ее приезда во дворе дома. Сын не подозревал что мать уже приехала и пешком поднимается к нему домой. Между тем, каратист поднимающийся по лестнице, подбирает на нижних этажах забытый старушками узелок и возвращает его им.

## В ролях
- Сабира Кумушалиева
- Джумаш Сыдыкбекова
- Дооронбек Садырбаев
- Айтжан Айдарбеков
- Токон Дайырбеков

## Над фильмом работали
Режиссёр — Аман Камчыбеков

Сценарист — Юсуп Разыков

Оператор — Бекжан Айткулуев

Композитор — Румиль Вильданов

Художественный руководитель — Игорь Таланкин

Художник — Джолдошбек Касымалиев

Звукооператор — Бакыт Ниязалиев

Монтажер — Светлана Орозалиева

Помощник режиссера — Тологон Сыдыков
Прочие:

В.Черных, В.Соловьева, Л.Кожинова, Э.Кравченко, И.Уфимцева.

## Призы и награды
- 1984 — 1-й Приз Международного кинофестиваля в г. Алма-Ата.
- 1984 — Юсуп Разыков — Главный приз за лучший сценарий к/м фильма ВФ молодежных программ и телефильмов.
- 1985 — 1-й Приз на МКФ в г. Алма-Ате «Лучшее звуковое решение фильма» Бакыту Ниязалиеву.